# Жељко Фајфрић
Жељко Фајфрић (Шид, 24. фебруар 1957) српски је адвокат и доктор правних наука.
На Правном факултету у Новом Саду дипломирао је 1979. године, а на Новосадском универзитету је стекао титулу магистра правних наука. Докторирао је 1994. године на Правном факултету Универзитета у Крагујевцу. Живи и бави се адвокатуром у Шиду, а радове из правне области објављује у стручним часописима. Припремио је за штампу "Устав и Кривични законик Савезне Републике Немачке". Коаутор је књиге "Историја адвокатуре Југославије".
Истовремено, већ дужи период, др Жељко Фајфрић се бави истраживањем српске средњовековне прошлости, а радове из ове области објављује у дневној и периодичној штампи и стручној литератури.

## Књиге
Објавио је књиге:
- Велики жупан Стефан Немања. 1995.[1]
- Краљ Стефан Првовенчани. 1997.[1]
- Фрушкогорска Света гора. 1997.[1]
- Путовање у Христову Свету земљу. 1997.[1]
- Света лоза Стефана Немање. 1998.[1]  978-86-85269-06-6.;
- Кнез Лазар и Деспот Стефан. 1998.  978-86-85269-08-0.
- Света лоза Бранковића. Графосрем. 1999.  978-86-85269-09-7.
- Велики жупан Никола Алтомановић. 2000.
- Руски цареви. 2008.  978-86-85269-17-2.
- Историја крсташких ратова.
- Била једном једна земља.
- Историја Србије.
- Котроманићи. 2000.
- Турски султани.  978-86-85269-28-8.
- Династија Обреновић.  978-86-85269-32-5.
- Византијски цареви.  978-86-85269-18-9.
- Тајанствени витез.  978-86-85269-23-3.
- Српске краљице и принцезе.
- Александар Македонски.
- Историја Русије.
- Манастир Пива.
- Династија Карађорђевић.  978-86-85269-42-4.
- Историја крсташких ратова. (2006).